# Heinrich Hildmann
Heinrich Hildmann ( * - 1895 ) fue un botánico, y horticultor alemán, destacado especialista en la familia de los cactos. Poseyó un criadero de cactáceas en Birkenwerder, Berlín, donde en 1891 introdujo y describió a Echinocactus grusonii Hildm. (actualmente, Kroenleinia grusonii (Hildm.) Lodé).

## Honores

### Epónimos
Género
- (Cactaceae) Hildmannia Kreuz. & Buining[2]

Especies
- (Cactaceae) Cereus hildmannianus K.Schum.[3]

- La abreviatura «Hildm.» se emplea para indicar a Heinrich Hildmann como autoridad en la descripción y clasificación científica de los vegetales.[4]